# علم الأدوية العصبية

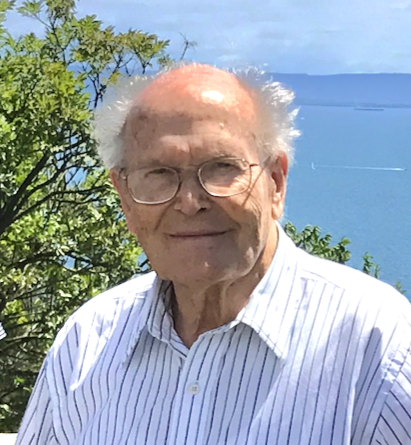
تصوير البروفيسور جيانكارلو بيبو، عالم الأدوية العصبية. التقطت الصورة على الطريق إلى تريستا.

يختص علم الأدوية العصبية (بالإنجليزية: Neuropharmacology)‏ بدراسة كيفية تأثير الأدوية على الوظائف الخلوية في الجهاز العصبي، بالإضافة إلى الآليات العصبية التي تؤثر بدورها على السلوك البشري. يوجد فرعان رئيسيان لعلم الأدوية العصبية: السلوكي والجزيئي. يركز علم الأدوية العصبية السلوكي على دراسة كيفية تأثير الأدوية على السلوك البشري (علم الأدوية النفسية العصبية) ويشمل ذلك دراسة تأثير الاعتمادية والإدمان على الدماغ البشري. أما علم الأدوية العصبية الجزيئي فيختص بدراسة الخلايا العصبية وتفاعلاتها الكيميائية العصبية بهدف يتمثل في تطوير عقاقير لها آثار مفيدة على الوظائف العصبية. يرتبط كلا هذين المجالين ارتباطًا وثيقًا نظرًا لأن كلاهما يهتم بالتفاعلات الخاصة بالناقلات العصبية، والببتيدات العصبية، والهرمونات العصبية، والمُعدِّلات العصبية، والإنزيمات، وأنظمة الرسل الثانية، والناقلات المشتركة، والقنوات الأيونية، علاوة على المستقبلات البروتينية في الأجهزة العصبية المركزية والطرفية. يدرس الباحثون هذه التفاعلات بهدف تطوير عقاقير جديدة لعلاج العديد من الاضطرابات العصبية المختلفة والتي تشمل الألم وأمراض التنكس العصبي كالشلل الرعاش وألزهايمر، بالإضافة إلى الاضطرابات النفسية كالإدمان وغيرها.

## التاريخ
لم يظهر علم الأدوية العصبية في المجال العلمي حتى تمكن العلماء من فهم أساسيات الجهاز العصبي وكيفية تواصل الأعصاب مع بعضها البعض في أوائل القرن العشرين. عُثر على أدوية وجدت قبل هذا الاكتشاف واتضح أن لها نوعًا من التأثير على الجهاز العصبي.
بدأ العلماء الفرنسيون في العمل مع مركب يسمى الفينوثيازين في ثلاثينيات القرن العشرين، على أمل أن يتمكنوا من تصنيع دواء قادر على مكافحة الملاريا. على الرغم من أن الفينوثيازين لم يبدو فعالًا في معالجة الأفراد المصابين بالملاريا فقد وُجد أن للمركب تأثيرات مهدئة بالإضافة إلى آثار أخرى بدت أنها مفيدة تجاه المرضى الذين يعانون من مرض باركنسون. كانت طريقة الصندوق الأسود هذه هي الطريقة المستخدمة بشكل رئيسي لتجربة الدواء في هذا الميدان، إذ كان الباحث يعطي الدواء ويفحص الاستجابة دون معرفة حقيقة بكيفية الربط بين عمل الدواء واستجابة المريض. استمر هذا حتى تمكن العلماء في أواخر الأربعينيات وأوائل الخمسينيات من تعريف نواقل عصبية معينة مثل النورإبينفرين (يشارك في انقباض الأوعية الدموية وزيادة معدل ضربات القلب وارتفاع ضغط الدم) والدوبامين (المادة الكيميائية التي يتعلق نقصانها بمرض الشلل الرعاش) والسيروتونين (الذي سيُعترف قريباً بأنه مرتبط بشدة بالاكتئاب). أصبح العلماء أكثر قدرة على قياس مستويات مواد كيميائية عصبية محددة في الجسم بحلول خمسينيات القرن العشرين، وبالتالي ربط هذه المستويات بالسلوك البشري. سمح اختراع ملقاط الجهد في عام 1949 بدراسة القنوات الأيونية وجهد فعل الأعصاب. كان هذان الحدثان هائلين للعلماء، إذ إنهما لم يتيحا لهم دراسة كيفية نقل المعلومات من خلية عصبية إلى أخرى فحسب، بل وأيضًا دراسة كيفية معالجة الخلايا العصبية لهذه المعلومات داخلها.

## نظرة عامة
علم الأدوية العصبية هو مجال واسع جدًا من العلوم ويشمل العديد من جوانب الجهاز العصبي، من التحكم بخلايا عصبية مفردة إلى مناطق كاملة من الدماغ والحبل الشوكي والأعصاب الطرفية. لفهم أفضل للأساس الذي يقوم عليه تطوير الأدوية يجب على المرء أولاً فهم كيفية تواصل الخلايا العصبية مع بعضها البعض. سيتم التركيز في هذه المقالة على علم الأدوية العصبية السلوكي والجزيئي كليهما، ويتضمن ذلك المستقبلات الرئيسية والقنوات الأيونية والناقلات العصبية المُتحكمة بها من قبل العمل الدوائي، بالإضافة إلى كيفية استفادة الأشخاص الذين يعانون من اضطراب عصبي من هذه الأدوية.

## التفاعلات الكيميائية العصبية
لفهم أفضل للتطورات الطبية المحتملة التي يمكن أن يقدمها علم الأدوية العصبي، من المهم أن نفهم كيف يتم انتقال عمليات التفكير والسلوك البشري من خلايا عصبية إلى خلايا عصبية أخرى، وأيضًا كيف يمكن للأدوية أن تغير من الأساسات الكيميائية لهذه العمليات. تُعرف الخلايا العصبية بأنها خلايا قابلة للاستثارة نتيجة وجود غشاء على سطحها به وفرة من البروتينات المعروفة باسم القنوات الأيونية التي تسمح للجسيمات المشحونة الصغيرة بالمرور إلى داخل وخارج الخلية. يسمح هيكل الخلية العصبية بتلقي المعلومات الكيميائية عن طريق الزوائد الشجرية ثم نقلها خلال البريكاريون (جسم الخلية) وأسفل محورها ثم تمريرها إلى الخلايا العصبية الأخرى من خلال نهايتها المحورية. تسمح هذه القنوات الأيونية فولتية التبوّب بإزالة الاستقطاب السريع خلال الخلية بأكملها، وإذا وصل هذا الاستقطاب إلى عتبة معينة ينشأ جهد الفعل. بمجرد أن يصل جهد الفعل إلى النهاية المحورية فإنه يتسبب في تدفق أيونات الكالسيوم إلى داخل الخلية، تؤدي أيونات الكالسيوم بدورها إلى ارتباط الحويصلات، وهي جيوب صغيرة مملوءة بنواقل عصبية، بغشاء الخلية وإطلاق محتوياتها في منطقة التشابك بين الخليتين. تُعرف الخلية الأولى بخلية ما قبل التشابك، والخلية الثانية التي تتفاعل مع النواقل العصبية بخلية ما بعد التشابك. يستطيع الناقل العصبي بمجرد إطلاقه في منطقة التشابك أن يرتبط بمستقبلات على خلية ما بعد التشابك، أو يُعاد أخذه من قبل خلية ما قبل التشابك وحفظه لعملية انتقال لاحقة، أو من الممكن أن يُفكك بواسطة إنزيمات في منطقة التشابك مخصصة لهذا الناقل العصبي بعينه. هذه المصائر الثلاثة المختلفة هي نطاقات رئيسية يستطيع العمل الدوائي فيها أن يؤثر على التواصل بين الخلايا العصبية. هناك نوعان من المستقبلات التي تتفاعل معها النواقل العصبية على خلية ما بعد تشابك. يُعرف النوع الأول بالمستقبلات الأيونوتروبية أو القنوات الأيونية ربيطية التبوّب. المستقبلات الأيونوتروبية هي أسرع أنواع التحول من إشارة كيميائية إلى إشارة كهربائية، فبمجرد أن يرتبط الناقل العصبي بالمستقبل سوف يتسبب في حدوث تغيير شكلي يسمح للأيونات بالتدفق مباشرة إلى الخلية. أما النوع الثاني فيُعرف بالمستقبلات المقترنة بالبروتين ج، وهي أبطأ بكثير من المستقبلات الأيونوتروبية بسبب الزيادة في كمية التفاعلات الكيميائية الحيوية التي يجب أن تحدث داخل الخلايا. بمجرد أن يرتبط الناقل العصبي ببروتين المستقبل فإنه يتسبب في حدوث تسلسل من التفاعلات الداخل خلوية التي يمكن أن تتسبب بالعديد من التغيرات المختلفة في الكيمياء الحيوية أو الوظيفة أو التعبير الجيني الخلوي. تُعد تفاعلات الناقل العصبي/ المستقبلات في مجال علم الأدوية العصبية مهمة بشكل كبير نظرًا إلى أن العديد من الأدوية التي يتم تطويرها اليوم لها علاقة بعرقلة عملية الارتباط تلك.

## علم الأدوية العصبية الجزيئي
يتضمن علم الأدوية العصبية الجزيئي دراسة الخلايا العصبية وتفاعلاتها الكيميائية العصبية والمستقبلات الموجودة على هذه الخلايا، كل هذا بهدف تطوير أدوية جديدة لمعالجة الاضطرابات العصبية مثل الألم وأمراض التنكس العصبي والاضطرابات النفسية (وفي هذه الحالة يمكننا تعريفه باسم علم الأدوية النفسية العصبية). هناك بعض المفردات التقنية التي يجب تعريفها لمعرفة متى نربط بين النقل العصبي وعمل المستقبلات:
1. الناهض: هو جزيء يرتبط مع بروتين المستقبلات ويقوم بتنشيط هذا المستقبل.
2. المناهض التنافسي: هو جزيء يرتبط بنفس الموقع الذي يرتبط به الناهض على بروتين المستقبلات ولكن كمضاد، حيث يمنع بذلك تنشيط هذا المستقبل.
3. المناهض غير التنافسي: هو جزيء يرتبط ببروتين المستقبلات في موقع مختلف عن موقع الناهض، ولكنه يتسبب في حدوث تغيير شكلي في البروتين بحيث لا يسمح بحدوث تنشيط.

يمكن أن تتأثر تفاعلات الناقل العصبي/ المستقبل التالية بالمركبات الصناعية التي تعمل كواحدة من العناصر الثلاثة المذكورة أعلاه. يمكن أيضًا التلاعب بقنوات أيونات الصوديوم/ البوتاسيوم في خلية عصبية لتحفيز تأثيرات مثبطة لجهد الفعل.

### غابا
يتوسط الناقل العصبي غابا التثبيط المشبكي السريع بالجهاز العصبي المركزي. يُربط غابا بمستقبلات (على الأرجح مستقبلات غابا-أ) بعد تحريره من خلية ما قبل التشابك، يتسبب ذلك في فرط استقطاب خلية ما بعد التشابك (أي تبقى تحت عتبة جهد فعلها). هذا سيعاكس أي تأثير محفز ناتج عن أي تفاعل ناقل عصبي/ مستقبل آخر.
يحتوي المستقبل المسمى بغابا-أ على العديد من مواقع الارتباط التي تسمح بالتغيرات الشكلية وتُعد أيضًا بمثابة هدف رئيسي لتطوير العقاقير. العقار المعروف بالبنزوديازيبين يرتبط بأكثر مواقع الربط هذه شيوعًا ويسمح بتأثيرات أي من الناهض أو المناهض على المستقبل. كذلك عقار الديازيبام المشهور الذي يعمل بمثابة معزز تفارغي في موقع الارتباط. يمكن تعزيز مستقبل آخر لغابا، والذي يُعرف باسم غابا-ب، بواسطة جزيء يسمى باكلوفين الذي يعمل كناهض وبالتالي ينشط المستقبلات. يعرف الباكلوفين بأنه يساعد في التحكم في الحركة التشنجية والتقليل منها.

### الدوبامين
يتوسط الناقل العصبي المعروف بالدوبامين الانتقال العصبي التشابكي من خلال الارتباط بخمسة أنواع محددة من المستقبلات المقترنة بالبروتين-ج. تُقسّم بروتينات المستقبلات الخمسة إلى فئتين تبعًا لتأثيرها وما إذا كانت الاستجابة الناتجة عن هذا التأثير استجابة مثبطة أو محفزة للخلية ما بعد التشابكية. هناك العديد من العقاقير القانونية وغير القانونية التي تؤثر على الدوبامين وتفاعلاته في المخ. يُعطى الليفودوبا لمرضى الشلل الرعاش، وهو مرض يقلل من كمية الدوبامين في المخ، نظرًا إلى أن الليفودوبا هو المركب الطليعي للدوبامين وليس بمقدرة الدوبامين أن يعبر الحاجز الدموي الدماغي في حين يستطيع الليفودوبا. تُعطى بعض ناهضات الدوبامين لمرضى الشلل الرعاش الذين يعانون من اضطراب يعرف باسم متلازمة تململ الساقين. تشمل الأمثلة على ناهضات الدوبامين الروبينيرول والبرامبيبكسول.
يمكن علاج الاضطرابات النفسية مثل اضطراب نقص الانتباه وفرط الحركة (إيه دي إيه إتش) بعقاقير مثل الميثيلفينيديت (المعروف أيضًا باسم الريتالين) والتي تمنع إعادة امتصاص الدوبامين بواسطة الخلية ما قبل التشابكية موفرة بذلك زيادة في الدوبامين بفجوة التشابك العصبي. تتسبب زيادة كمية الدوبامين في زيادة ارتباطه بمستقبلات خلايا ما بعد التشابك. تُستخدم هذه الآلية نفسها في عقاقير أخرى ومنشطات غير قانونية وأكثر فعالية مثل الكوكايين.